# Муминов, Вафо Арабович
Вафо Арабович Муминов (узб.  Vafo Arabovich Moʻminov/ Вафо Арабович Мўминов, 12 декабря 1927, Шафирканский район Бухарской области Узбекской ССР), 11 сентября 1989, Бухара) — советский физик. Доктор физико-математических наук, профессор, заслуженный деятель науки Узбекской ССР.

## Биография
Родился в 1927 году в селе Тезгузар Шафирканского района Бухарской области Узбекской ССР.
Отец его был репрессирован в 1937 году и В.Муминов воспитывался в семье дяди — И.Муминова.
В 1948 году закончил Самаркандский государственный университет.
В 1951—1957 годах работал преподавателем в Ферганском педагогическом институте.
В 1969-1979 гг. заместитель директора Института ядерной физики АН РУз.
Доктор физико-математических наук, 1979 г. Специалист в области ядерной физики.
Заслуженный деятель науки Узбекской ССР (1977 год).
Лауреат премии имени Беруни (1981 год).
В 1979 году был назначен ректором Бухарского педагогического института (1979—1986).
Под его руководством были защищены более 15 кандидатских и докторских диссертаций по физике.
В.Муминов скончался 11 сентября 1989 года в Бухаре, похоронен на кладбище в Шафирканском тумане Бухарской области.